# Maria Albrecht
Maria Albrecht, geb. Maria Wenzel, (* 14. Februar 1850 in Eggebrechtsmühle, Kreis Schlochau; † 16. Juli 1923 in Görlitz) war eine deutsche Schriftstellerin. Sie veröffentlichte unter dem Pseudonym Maria Hellmuth.

## Leben
Albrecht wurde als eines von sechs Kindern eines Gutsbesitzers in Westpreußen geboren. Sie verlor ihren Vater im Alter von fünf Jahren, woraufhin sie mit ihrer Mutter und den Geschwistern in eine größere Stadt Westpreußens zog. Der Wunsch, Lehrerin zu werden, erfüllte sich nicht, da Albrecht sich jung mit einem Kaufmann verheiratete. Mit ihm ging sie nach Berlin, die gemeinsame Tochter starb im Alter von 13 Jahren. Im Jahr 1892 wandte sich Albrecht dem Schreiben zu, von 1899 bis zu ihrem Tod lebte sie in Görlitz.

## Werke (Auswahl)
Romane
- Arme Mädchen. Roman. Hillger Verlag, Leipzig 1905.
- War's Mitleid? Roman. Hillger Verlag, Leipzig 1912.
- In zwölfter Stunde. Roman. Klambt-Verlag, Speyer 1913 (Moderne Zehnpfennig-Bibliothek; Bd. 109).

Erzählungen
- Ihre beste Idee. Fahnenflüchtig. Novellen. Hillger Verlag, Berlin 1907.
- Herzensadel. Erzählung.  Von Maria Hellmuth. Weber, Heilbronn 1911.
- Ein verhängnisvolles Vermächtnis. Erzählung. 1911.
- Geborgen. Novelle, Verlag Weber, Heilbronn 1915 (Webers moderne Bibliothek; Bd. 229).
- Das Loch in der Tasche. Erzählung. Hillger Verlag, Leipzig 1910.